# Дулик Євген Миколайович
Євген Миколайович Дулик (рос. Евгений Николаевич Дулык; нар. 1954, Львів) — радянський футболіст. Захисник, грав за СКА «Карпати» (Львів) і ЦСКА (Москва). Майстер спорту СРСР (1978).
Директор ДЮСШ ЦСКА (Москва).